# Datenverarbeitungskaufmann
Datenverarbeitungskaufmann ist eine Bezeichnung für einen Ausbildungsberuf nach dem deutschen Berufsbildungsgesetz in der elektronischen Datenverarbeitung. Dieses Berufsbild wurde Ende der 1990er-Jahre durch andere Ausbildungsberufe ersetzt. Der letzte Ausbildungsgang wurde zum 31. Januar 2001 abgeschlossen.
Die Ausbildungsordnung war inhaltlich stark angelehnt an den Ausbildungsberuf Industriekaufmann mit Ergänzung EDV-technischer Ausbildungsinhalte. Zu den Fächern in der Berufsschule gehörten Betriebs- und Volkswirtschaftslehre, Rechnungswesen, Datenverarbeitungstechnik und -organisation, Programmierung (z. B. mit Assembler, COBOL, SQL), Mathematik und Englisch sowie Religion und Sport.
Das Berufsbild des DV-Kaufmannes geht zurück auf die 1970er-Jahre. COBOL als kaufmännisch orientierte Sprache war damals sehr stark verbreitet und bildete als Ausbildungsinhalt programmiertechnisch einen Schwerpunkt. Hier wird auch die Verbindung des Kaufmännischen mit dem Technischen deutlich.
Zu der Ausbildung des Datenverarbeitungskaufmannes gehörten selbst 1996 noch ältere Inhalte – teilweise aus der Zeit vor 1985 – wie Lochkarten und COBOL. Dieses und andere Gründe führten dazu, dass dieses Berufsbild durch neue Ausbildungsberufe abgelöst wurde.

## Ausbildung
Die Ausbildung erfolgte in der Regel im dualen System im Ausbildungsbetrieb und in der Berufsschule.
Die Ausbildung dauerte in der Regel drei Jahre, konnte jedoch auf zweieinhalb Jahre verkürzt werden. Diese Verkürzung musste jedoch durch den Betrieb genehmigt und rechtzeitig bei der IHK beantragt werden. Hierbei war es dem Ausbildungsbetrieb überlassen, ob das erste oder letzte Ausbildungsjahr verkürzt wurde.
Eine feste Regelung für einen zu erreichenden Notendurchschnitt gab es hierbei nicht. Zum Beispiel waren Auszubildende mit Abitur Kandidaten für eine verkürzte Ausbildungsdauer.

## Folgeberufe
Der Beruf wurde am 1. August 1997 durch die Verordnung über die Berufsausbildung im Bereich der Informations- und Telekommunikationstechnik von den Ausbildungsberufen IT-Systemkaufmann, Fachinformatiker mit den Fachrichtungen Anwendungsentwicklung und Systemintegration, Informatikkaufmann, Elektrotechnischer Assistent für Elektronik und Datentechnik und IT-Systemelektroniker abgelöst, da die alte Ausbildungsordnung nicht mehr den Anforderungen der Praxis entsprach und die Informations- und Telekommunikationstechnik durch den technischen Fortschritt und damit verbundene Neuerungen zu umfangreich wurde, um dies in einem Ausbildungsberuf zu vereinen. Die vier neuen IT-Ausbildungsberufe verfügen über eine gemeinsame Kernqualifikation (ca. 50 % der Ausbildungszeit) auf elektrotechnischem, DV-technischem und betriebswirtschaftlichem Gebiet.